# 위더스 (음악 그룹)
위더스는 대한민국의 Kpop 아이돌 보이그룹이다. 2020년 디지털 싱글 앨범 [도깨비; 술래]로 데뷔했다.
"with you me us!" 안녕하세요 withus(위더스)입니다!
2020년에 데뷔한 withus(위더스)는 장현, 락, 준엽, 준혁, 환록으로 구성된 대한민국의 5인조 보이 그룹이다.
‘with’와 ‘us’를 합한 팀 이름은 음악을 통해 팬과 대중 그리고 withus(위더스)가 함께 성장하자는 의미를 담고 있다.

## 음반
- 도깨비; 술래 (2020)
- 도깨비; 판 (2021)
- 도깨비; 태 (2022)
- Psycho (2023)
- INDIGO (2025)